# Stephan Lederer

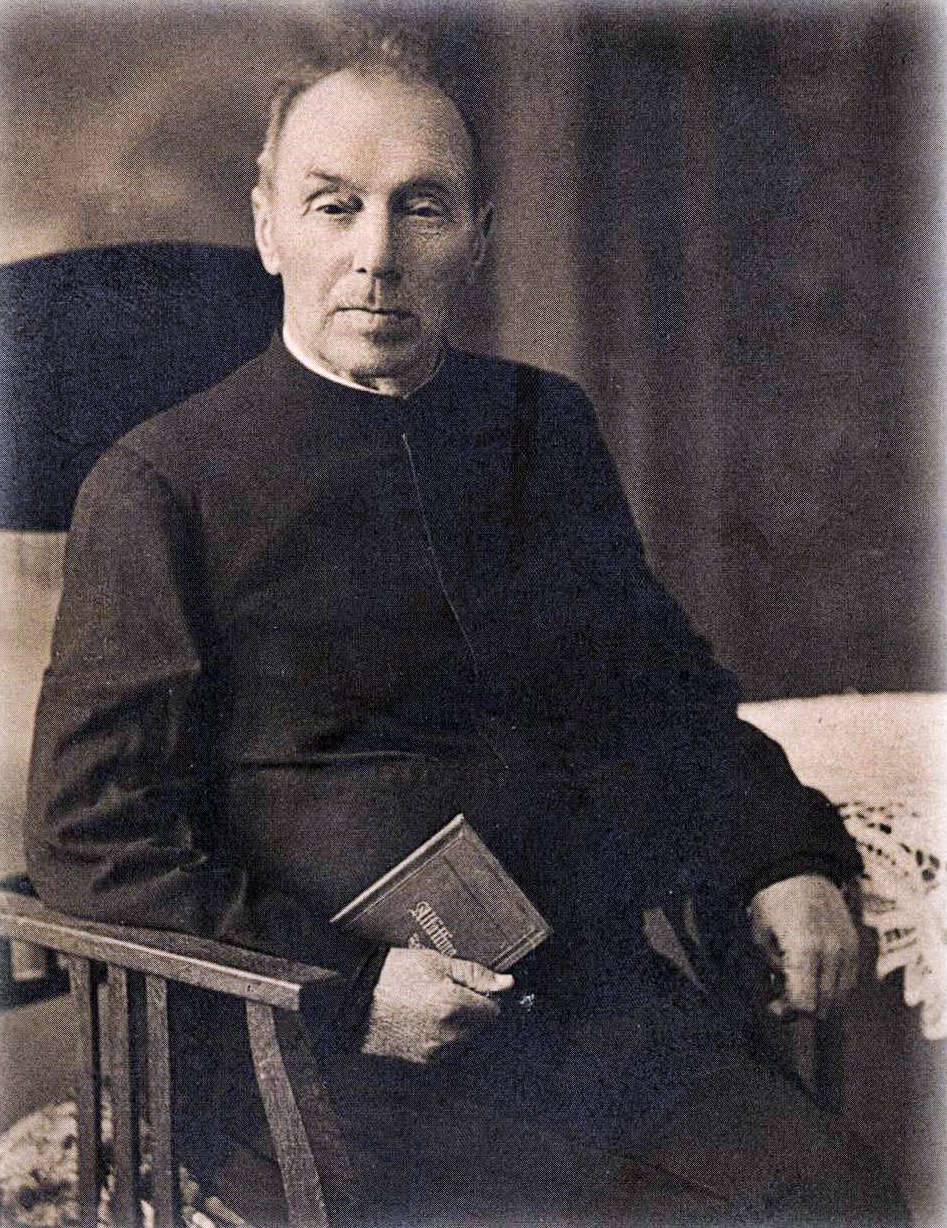
Stephan Lederer

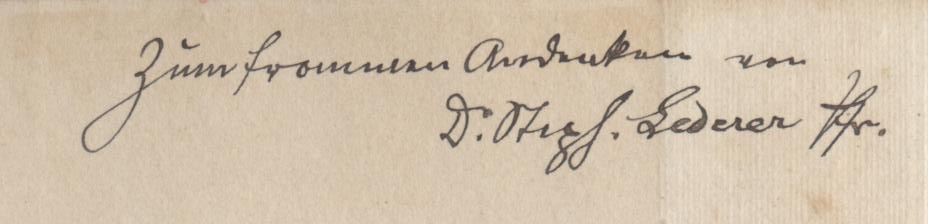
Eigenhändige Buchwidmung: „Zum frommen Andenken von Dr. Steph. Lederer Pfr.“

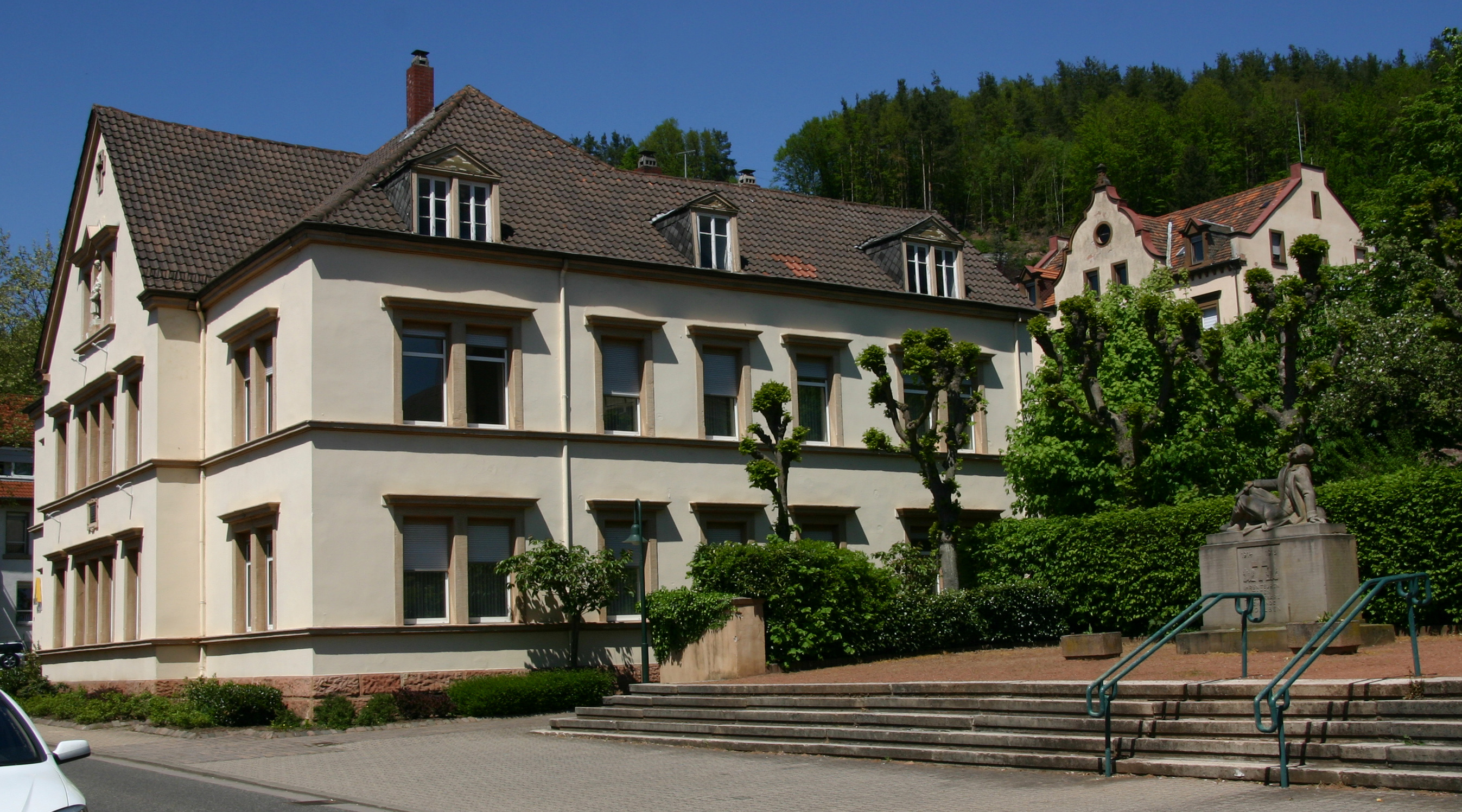
Dr.-Lederer-Haus, Rodalben

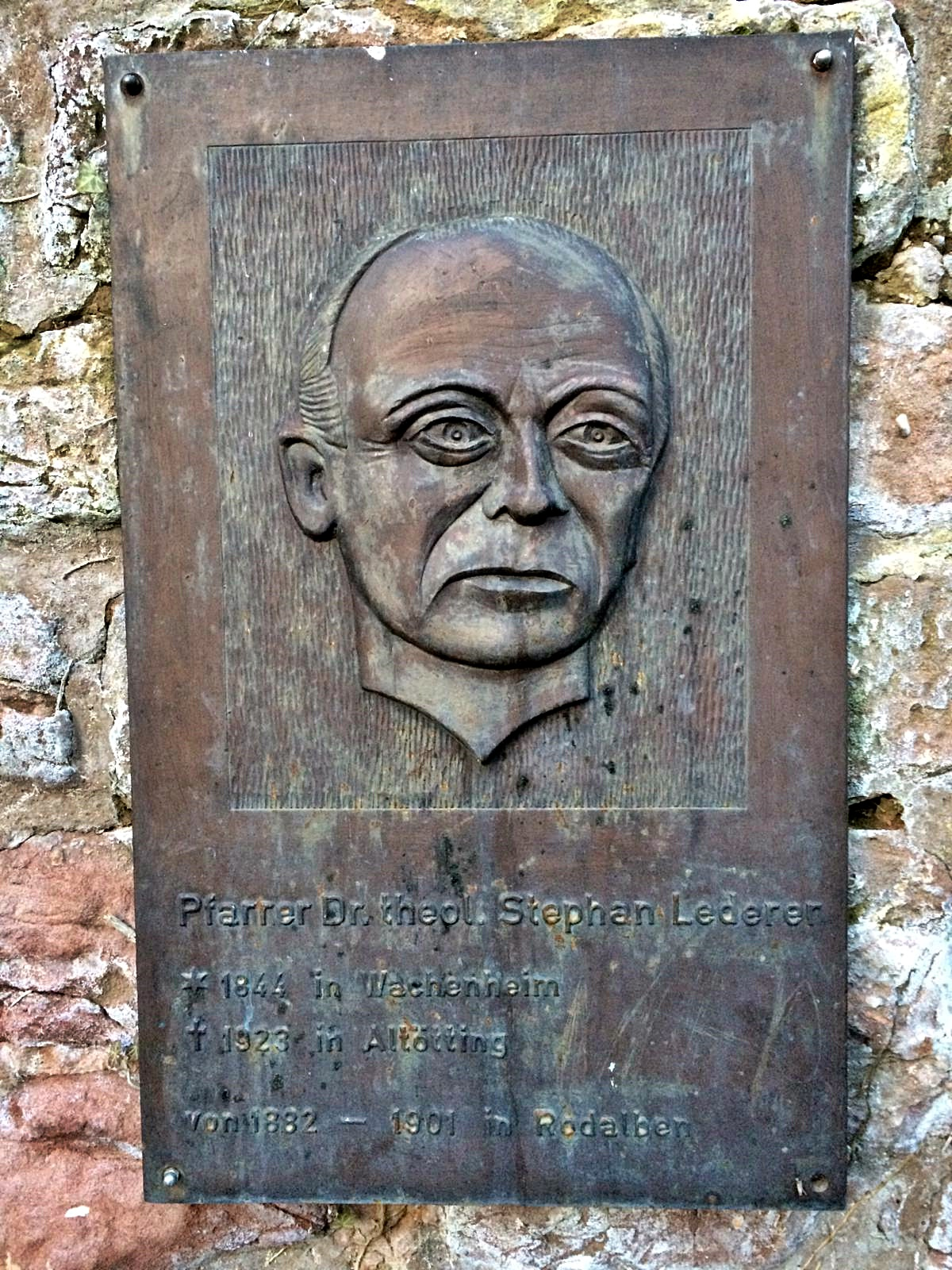
Gedenktafel für Pfarrer Stephan Lederer, in Rodalben

Stephan Lederer (* 14. Februar 1844 in Wachenheim an der Weinstraße; † 13. Juni 1923 in Altötting) war katholischer Priester im Bistum Speyer sowie theologischer und heimatgeschichtlicher Schriftsteller.

## Leben und Wirken
Stephan Lederer wurde 1844 im vorderpfälzischen Wachenheim geboren, studierte und erhielt am 17. März 1869 im Freisinger Dom die Priesterweihe. Zunächst war er als Geistlicher im Erzbistum München-Freising tätig, wo er als Kooperator in Haag und Inzell amtierte. 
Mit Datum vom 1. Dezember 1870 trat Lederer in den Dienst seines Heimatbistums Speyer und wurde Kaplan in Homburg, 1872 Administrator der Pfarrei. Ab 15. April 1873 verwandte man ihn im gleichen Amt in Hördt, vom 10. Juli des Jahres an in Oberotterbach. In diesem Dorf erhielt er mit Datum vom 20. September 1873 seine erste selbstständige Pfarrstelle. Am 7. August 1882 wurde Lederer Pfarrer in Rodalben, wo er fast 20 Jahre, bis 1901 blieb. In Rodalben vergrößerte der Priester die Pfarrkirche und sammelte Spendengelder zum Bau einer Mädchenschule mit angeschlossenem Kindergarten und Nähschule. Hierzu siedelte er die Dominikanerinnen von Speyer in der Pfarrei an.
Als Pfarrer Lederer Rodalben verließ, schenkte er das Gebäude der Gemeinde. Heute heißt es Dr.-Lederer-Haus und beherbergt u. a. das Johann Peter Frank-Museum. In Rodalben forschte Pfarrer Lederer eingehend zur Orts- und Kirchengeschichte, worüber er das Buch Urkundliche Geschichte der christlichen Religionsübung im Amte Gräfenstein publizierte, das zu einem gesuchten heimatgeschichtlichen Quellenwerk wurde und 2010 eine Neuauflage erfuhr. Der Geistliche initiierte dort auch die Gründung der ersten Schuhfabriken und gründete 1892 den Rodalber Darlehnskassenverein, um der finanziellen Not der Landbevölkerung abzuhelfen. 1912 zeichnete man Pfarrer Lederer mit der Ehrenbürgerwürde der Gemeinde Rodalben aus und benannte eine Straße nach ihm.
An seinem 57. Geburtstag, dem 14. Februar 1901, übernahm der inzwischen promovierte Stephan Lederer die Stadtpfarrei Grünstadt. Auch hier war er ein eifriger Heimatforscher und, zusammen mit dem ev. Pfarrer Emil Müller, am 22. April 1903, Gründer des dortigen Altertumsvereins, der bis heute unter diesem Namen existiert; Pfarrer Lederer fungierte als sein erster Schriftführer und schrieb auch das Gründungsprotokoll.
Am 7. Mai 1906 ging der Geistliche als Pfarrer nach Fußgönheim, zum 16. Oktober 1912 ins nahe Hochdorf.
1919 resignierte Lederer wegen zunehmender Kränklichkeit von seinem Pfarrdienst und zog sich als Emeritus in den bayerischen Wallfahrtsort Altötting zurück, wo er ein Haus besaß und – solange wie gesundheitlich möglich – in der Seelsorge mitwirkte. Am 13. Juni 1923 starb er dort und wurde am 16. Juni unter großer Anteilnahme in einer Gruft unter den äußeren Bögen der Friedhofskirche St. Michael beigesetzt.

## Schriftsteller
Neben dem heimatgeschichtlichen Buch Urkundliche Geschichte der christlichen Religionsübung im  Amte Gräfenstein publizierte Stephan Lederer verschiedene theologische Werke, wovon die bekanntesten sind: 
- Der spanische Cardinal Johann von Torquemada: sein Leben und seine Schriften. Herder Verlag Freiburg, 1879 (Digitalisat). Reprints: BiblioBazaar 2010, ISBN 9781141754427; Let Me Print 2012, ISBN 9785873257010.
- Die Katechismusfrage der katholischen Kirche und ihre einfachste Lösung. im Selbstverlag, 1882
- Der Glaube als freie Heilserkenntnis: ein Wort zur Klärung des katholischen Lehrverfahrens. im Selbstverlag, 1891
- Die Bessergestaltung der christlichen Heilslehre im Katechismus. 1892
- Die Wiederbelebung d. Canisi’schen Katechese. 1897
- Eine sehr notwendige Reform auf dem Gebiete katholischer Lehre und Praxis. 1905
- Sehr ernste Enthüllungen zum Einheitskatechismus. 1906
- Das Hauptfundament des Einheitskatechismus nach Deharbe, Linden, Schuster. 1908

Von diesen theologischen Veröffentlichungen zählt die erste, über Kardinal Juan de Torquemada, zur einschlägigen Standardliteratur. Jenes Werk hatte Stephan Lederer bereits als Student verfasst und 1866 von der Universität Würzburg einen Preis dafür erhalten. Die theologische Fakultät urteilte damals:

„Diese Arbeit zeichnet sich nicht nur durch zweckmäßige Gliederung des Stoffes und durch gewissenhafte Benützung aller dem Verfasser zugänglichen Materialien, sondern auch durch Reife und Bestimmtheit des Urtheils, sowie durch klare Darstellung in der Art aus, daß sie vollkommen als des Preises würdig erachtet werden kann [...]“

## Besonderes
Der jüngere Bruder Karl Lederer (1848–1898) war ebenfalls katholischer Priester und verfasste theologische Abhandlungen. Er starb mit nur 50 Jahren als Stadtpfarrer von Homburg.